# Nouvelles Extraordinaires de Divers Endroits

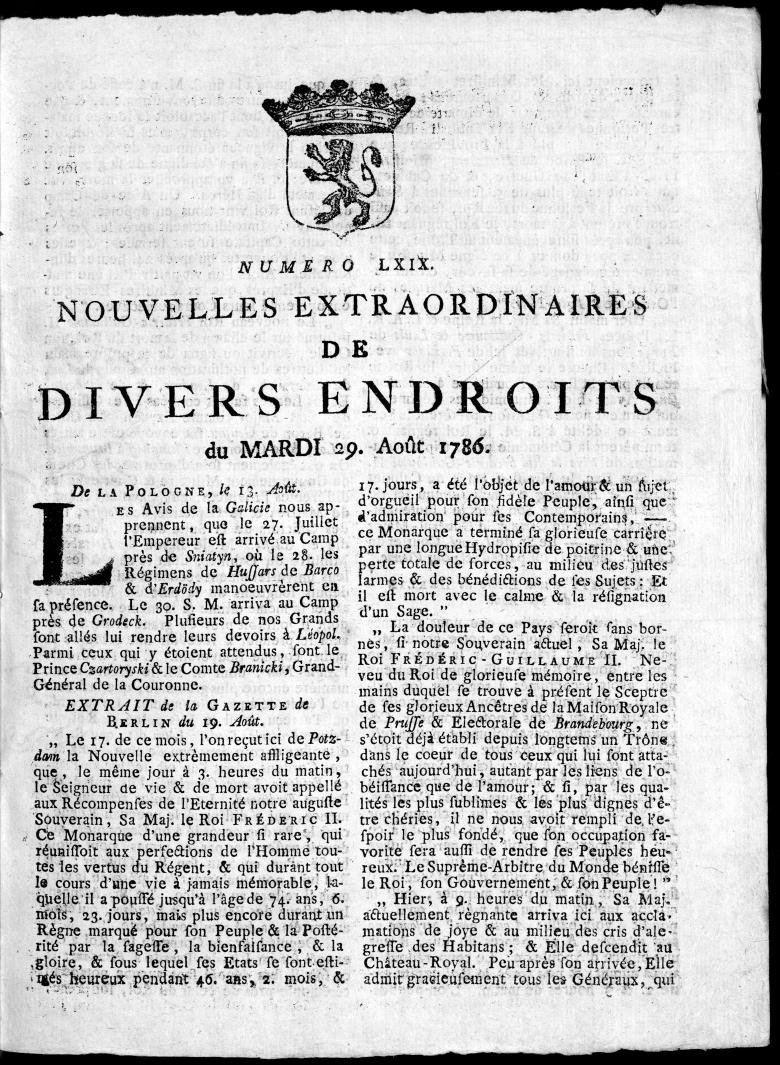
Gazette de Leyde (1786)

Nouvelles Extraordinaires de Divers Endroits, znana także jako Gazette de Leyde – francuskojęzyczna gazeta wychodząca w Lejdzie od drugiej połowy XVII wieku do 1798 roku (kilka późniejszych, krótkotrwałych edycji ukazywało się z przerwami do 1811 roku). Jedna z najbardziej znaczących gazet okresu Oświecenia.